# 彼と彼女がウソをつく日
『彼と彼女がウソをつく日』（かれとかのじょがウソをつくひ）は、京町妃紗による日本の漫画作品。『Sho-Comi』（小学館）にて、2011年3.4合併号から同年5号まで掲載された。単行本は全1巻。

## 概要
サブタイトルは「Forever Love」。
京町妃紗、『Sho-Comi』初の連載作品であり、新春スペシャル前後編としてスタートした。

## ストーリー
──初めて好きになった人は、好きになってはいけない人でした……。
主人公"篠原優愛"は、学年トップで成績優秀な"坂本雄太"につり合いたいという気持ちから、勉強ばかりをするようになる。
その結果が実り、試験でついに坂本を抜いて学年トップの成績となった優愛。
しかし、阪本の「ちょっと頭の悪い可愛げのある子がいい」と言う話を聞いてしまい、嫌われてしまった優愛。
そんな中、涙を堪えようとしている優愛を助けてくれたのは、同じクラスメイトの"有間大翔"だった。
優愛は有間の優しいところに惹かれていくが、2人の生い立ちにはある秘密が隠されていた……。

## 登場人物
篠原優愛（しのはら ゆあ）
真面目で勉強をすることしか知らなかった女の子。その反面、意外にドジでもあり、間違ってパジャマを着たまま登校したこともある。有間の優しさに惹かれていくが……?
有間大翔（ありま ひろと）
クラスの人気者で、優愛と同じクラスメイト。ずっと優愛に片想いをしていた。
坂本雄太（さかもと ゆうた）
成績学年トップで、優愛が片想いをしていた人物。頭が良い女の子より少しドジな子の方が可愛いと言っていたところを優愛に聞かれてしまう。

## 単行本収録作品
- 彼と彼女がウソをつく日（全2話）
- 夢花火（2010年『Sho-Comi』16号・別冊付録）
- 好きだと言えなくて（2010年『Sho-Comi』増刊12月15日号）
- ごめん。でも、好き。（2010年『Sho-Comi』増刊10月15日号）